# سي. إكس. مارتين
سي. إكس. مارتين هو سياسي سريلانكي، (و. 1908  م). انتخب عضو برلمان سريلانكا ‏.